# Pilsbryspira bacchia
Pilsbryspira bacchia é uma espécie de gastrópode do gênero Pilsbryspira, pertencente a família Pseudomelatomidae.